# El Jaish SC
El Jaish Sports Club is een omnisportclub uit Doha in Qatar waarvan de handbal- en voetbalafdeling het bekendst zijn.
De club werd in 2007 opgericht. De voetbalafdeling speelde tot 2011 op het tweede niveau waar het dat jaar kampioen werd en naar de Qatari League promoveerde. Daar werd El Jaish in het seizoen 2011/12 tweede en in het seizoen 2012/13 derde. Ook werd in 2013 de Stars Cup gewonnen. El Jaish nam in 2013 deel aan de AFC Champions League waarin de laatste 16 bereikt werd. In april 2017 werd een fusie aangekondigd voorafgaand aan het seizoen 2017/18 met Lekhwiya Sports Club tot Al-Duhail SC.

## Trainers
- 2007-2011:  Mohammed Al Ammari
- 2011-2012:  Péricles Chamusca
- 2012-2014:  Răzvan Lucescu

## Bekende (oud-)spelers
- Karim Ziani
- Cristian Benítez
- Ahmed Hadid Thuwaini Al-Mukhaini
- Marcone Amaral Costa Júnior